# Affaire de l'entente entre trois opérateurs de téléphonie mobile en France
L'affaire de l'entente entre trois opérateurs de téléphonie mobile en France porte sur la concertation des trois opérateurs de téléphonie mobile historiques sur le territoire français à la fin des années 1990 et au début des années 2000. Le 1er décembre 2005, le Conseil de la concurrence condamne les opérateurs SFR, Orange et Bouygues Telecom à une amende de respectivement 220, 256 et 58 millions d'euros pour entente.
Selon l’UFC - Que Choisir,  « les trois opérateurs ont en effet, grâce à cette entente, fixé des prix artificiellement élevés au détriment de tous les utilisateurs pour un préjudice global estimé entre 1,2 et 1,6 milliard d'euros. ».

## Historique
Le Conseil de la concurrence reproche en 2005 à trois opérateurs français, Orange, Bouygues Telecom et SFR, d'avoir échangé, de 1997 à 2003, tous les mois, des chiffres précis et confidentiels concernant les nouveaux abonnements qu'ils avaient vendus durant le mois écoulé, ainsi que le nombre de clients ayant résilié leur abonnement. Il est considéré que, bien que ne portant pas sur les décisions de prix qu'ils avaient l'intention de prendre, ces échanges d'informations étaient de nature à réduire l'intensité de la concurrence sur le marché des mobiles pour plusieurs raisons.
Il a d'abord été prouvé par l'Autorité de la concurrence que les trois opérateurs détenaient des informations sur les résultats des deux autres concurrents. Des informations qu'ils n'auraient pas pu avoir sans échanges systématiques, dont ils prenaient d'ailleurs garde de ne pas révéler l'existence. 
Il apparaît d'autre part au travers des différents comptes rendus des conseils de direction des trois opérateurs que l'évolution de ces indicateurs constituait une information très importante dont il était tenu compte pour orienter les stratégies commerciales.
Sur un marché où n'opèrent que trois acteurs et sur lequel l'entrée est très difficile, des échanges d'informations de ce type sont de nature à altérer le jeu de la concurrence, en réduisant l'incertitude sur la stratégie des autres acteurs et en diminuant l'autonomie commerciale de chaque entreprise, particulièrement lorsque - comme cela a été le cas sur le marché de la téléphonie mobile à partir de 2000 - la croissance de la demande se ralentit fortement. 
En outre, l'Autorité de la concurrence a constaté qu'à partir de 2000, ces échanges avaient permis aux opérateurs de surveiller l'accord qu'ils avaient conclu, par ailleurs, quant à l'évolution de leurs parts de marché respectives. Mais aussi, l'Autorité a démontré l'existence d'un accord entre 2000 et 2002 entre les trois opérateurs portant sur la stabilisation de leurs parts de marché autour d'objectifs définis en commun.  
L'existence d'une telle concertation a été établie grâce au recoupement de plusieurs indices graves, précis et concordants, tels que l'existence de documents manuscrits mentionnant de manière explicite un « accord » entre les trois opérateurs ou la « pacification du marché » ou encore le « Yalta des parts de marché » ainsi que des similitudes relevées au cours de cette période dans les politiques commerciales des opérateurs, notamment en matière de coûts d'acquisition et de tarification des communications. À cet égard, la saisine de l'UFC - Que Choisir a été motivée par l'observation d'un tel parallélisme, s'agissant du passage à une tarification par paliers de 30 secondes après une première minute indivisible, lequel a été opéré concomitamment par les trois opérateurs au début de l'année 2001.
Cette concertation s'est effectivement traduite par une relative stabilité, à moyen terme, des parts des trois opérateurs dans les ventes de nouveaux abonnements et a facilité le changement de stratégie qu'ils ont opéré à partir de 2000. Jusqu'alors, le développement des opérateurs mobiles s'était appuyé sur l'acquisition de parts de marché, au prix de dépenses d'acquisition élevées. À partir de 2000, période qui coïncide avec la fin de la course à la part de marché, l'accent mis par les trois opérateurs, de manière concordante, sur la rentabilisation de la base de clientèle acquise, a notamment entraîné un relèvement des prix et l'adoption de mesures telles que la priorité donnée aux forfaits avec engagements contre les cartes prépayées ou l'instauration des paliers de 30 secondes après une première minute indivisible. Ces mesures, défavorables au consommateur, présentaient le risque de provoquer une baisse des ventes (et donc des parts de marché) de l'opérateur qui se serait aventuré à les mettre en œuvre unilatéralement. L'intérêt de la concertation était donc de faciliter la mise en place de cette stratégie, en permettant aux trois opérateurs de s'assurer qu'ils poursuivaient simultanément la même politique et que leurs parts de marchérelatives resteraient par conséquent stables. Le Conseil a estimé ces pratiques comme « particulièrement graves » et qu'elles faisaient subir « un dommage à l'économie très important ».
Les trois opérateurs ont contesté cette décision devant la Cour d'appel et la Cour de cassation, sans succès,,,,.

## Free Mobile, le nouvel arrivant
L'Autorité de régulation des communications électroniques et des postes (Arcep) a pour rôle de réguler la couverture mobile du réseau français. Elle surveille également le déploiement de la fibre optique et s’occupe de la neutralité du Net.
Le marché de la téléphonie mobile est réglementé et comporte un nombre limité de licences. En effet, il y en avait trois, Orange, SFR et Bouygues Telecom. Free s’impose comme la quatrième licence. L’Arcep a ainsi accepté que Free entre sur le marché en payant une licence plus faible que ses concurrents. La licence d’exploitation et l’autorisation d’utilisation de ces fréquences ont été délivrées le 9 août 2009, en s'engageant auprès de l'autorité sur un tarif avantageux.
Par conséquent, le marché de la téléphonie est oligopolistique. Les opérateurs ont tendance à fixer des prix élevés puisque la concurrence est faible. Cela entraîne des marges qui sont conservées tant que la barrière à l’entrée du marché est maintenue. De ce fait, lorsque Free est arrivé sur le marché en visant une clientèle sensible aux prix, cela a rompu les marges.
Ainsi avec cette licence moins chère, Free entre sur le marché en 2012 en proposant des prix bien moins élevés que ceux qui existaient avant son entrée sur le marché de la téléphonie.